# Louise Noëlle Malclès
Louise Noëlle Malclès (Constantinoble, Turquia, 20 de setembre de 1899 - Avinyó, França, 27 de març de 1977) va ser una bibliògrafa, bibliotecària i documentalista francesa, que va fer una gran contribució a la professionalització de la funció bibliotecària.

## Biografia
Va estudiar a la Universitat de Clermont-Ferrand. Des de 1928 i fins al 1962 va treballar com a bibliotecària en cap de la Universitat de la Sorbona. Sota la seva direcció es va separar en la biblioteca d'aquesta universitat l'àrea de bibliografia de l'àrea de lectura.
L'any 1930 es va traslladar a Alemanya, on es va dedicar a conèixer els catàlegs de la Biblioteca Nacional i després molts altres països d'Europa amb la mateixa finalitat. Des de 1950 començà a publicar obres de bibliografia basades en la seva experiència dins l'àrea de bibliografia de biblioteques.
També va elaborar informes d'activitats bibliogràfiques de la UNESCO i es va dedicar a la docència. És autora de documentació bibliogràfica, membre de l'Association des Bibliothécaires de France (ABF) i de la Federació Internacional de Documentació.
Es va retirar l'any 1969 com a conservadora en cap i es va instal·lar a Avinyó, on va morir.
Fou condecorada amb la Legió d'Honor de França.

## Obra acadèmica
Se la considera una de les més rellevants especialistes en bibliografia, que es va ocupar de definir, dins del corrent bibliogràfic tradicional europeu, en la consideració que els repertoris només han de ser de documents impresos, deixant a banda els manuscrits i els mitjans audiovisuals.
La seva obra Les fonts del treball bibliogràfic és una de les més influents en aquest camp. Fou publicada en 4 volums, i consta de dues parts: Bibliografies generals i Bibliografies específiques.
Entre altres reflexions, Malclès divideix la bibliografia en diverses etapes:
- 1.- Prebibliogràfica. Abasta des de l'antiguitat fins a la fi de l'edat mitjana. No són més que llistes de llibres que enumeren documents d'una biblioteca o les obres d'un autor, és a dir, les biobibliografies.
- 2.- Etapa humanística. Des del segle XV fins al segle xviii. S'usen tècniques més elaborades, però segueixen mantenint-se els criteris anteriors. Comencen a aparèixer les bibliografies especialitzades.
- 3.- Etapa bibliogràfica artesanal. Des de 1810 fins a 1914. S'empren nous mètodes de treball i d'investigació. Si fins aleshores la funció de les bibliografies especialitzades era donar a conèixer els treballs del passat, de llavors ençà recolliran investigacions presents segons es publiquin. Les obres són abordades per un sol bibliògraf erudit.
- 4.- Etapa bibliogràfica tècnica. Des de 1920 fins a l'actualitat. El treball artesanal d'un sol bibliògraf es reemplaça pel treball en equip i l'adopció de noves tècniques automatitzades. Sorgeixen els centres de documentació.

## Obres
- Les sources du travail bibliographique (publicat des de 1950)
- Cours de bibliographie (1954)
- La bibliographie (1960)
- Manuel de bibliographie (1970)